# روزنو ام هنگشتپاس
روزنو ام هنگشتپاس (به آلمانی: Rosenau am Hengstpaß) یک منطقهٔ مسکونی در اتریش است که در ناحیه کیرشدورف آندر کرمس واقع شده‌است. روزنو ام هنگشتپاس ۱۰۸٫۳ کیلومتر مربع مساحت دارد ۷۰۰ متر بالاتر از سطح دریا واقع شده‌است.